# Izabela Krzysztofik
Izabela Agnieszka Krzysztofik – polska inżynier budowy maszyn, prorektor Politechniki Świętokrzyskiej w Kielcach.

## Życiorys
Izabela Krzysztofik w 1996 uzyskała tytuł magistra inżyniera na kierunku mechanika – budowa maszyn, specjalność – eksploatacja i zarządzanie na Wydziale Mechanicznym Politechniki Świętokrzyskiej. W 2005 uzyskała tamże stopień doktora nauk technicznych w dyscyplinie mechanika, specjalność technika uzbrojenia, na podstawie pracy Analiza współoddziaływania broni i strzelca: lekkich rakiet przeciwlotniczych i broni strzeleckiej (promotor – Jan Wojciech Osiecki). W 2017 habilitowała się w dziedzinie nauk technicznych na Wojskowej Akademii Technicznej, w dyscyplinie mechanika, przedstawiając dzieło Problemy dynamiki i sterowania układów obserwacyjnych, skanujących i śledzących umieszczonych na ruchomej podstawie.
Od 1996 związana zawodowo z Wydziałem Mechatroniki i Budowy Maszyn macierzystej uczelni, początkowo z Samodzielnym Zakładem Silników Spalinowych i Maszyn Roboczych, rok później przechodząc do Katedry Technik Komputerowych i Uzbrojenia. Prodziekan ds. studenckich i dydaktyki (2012–2020). Prorektor ds. ogólnych w kadencji 2020–2024.
Jej zainteresowania naukowe obejmują problematykę dynamiki i sterowania zestawami przeciwlotniczymi, ze szczególnym uwzględnieniem układów obserwacyjnych montowanych w modułach uzbrojenia oraz głowic śledzących stosowanych w przeciwlotniczych pociskach rakietowych.
Wyróżniona szeregiem nagród Rektora Politechniki Świętokrzyskiej oraz Medalem Brązowym za Długoletnią Służbę (2009).